# Consiglio per la sicurezza olandese
Il Consiglio per la sicurezza olandese (in olandese Onderzoeksraad voor Veiligheid) è un'organizzazione investigativa che opera nel settore della sicurezza nei Paesi Bassi.

## Storia
Negli anni novanta del XX secolo crebbe con costanza la richiesta di commissioni investigative totalmente indipendenti, nell'ambito degli incidenti e dei disastri che interessavano i Paesi Bassi.
A tale scopo venne istituito nel 1999 il Consiglio olandese per la sicurezza dei trasporti (1999-2005), ma la Seconda Camera degli Stati generali propose la fondazione di un'organizzazione investigativa permanente per ogni ambito, in modo da evitare la creazione di commissioni temporanee per qualsiasi tipo di incidente.
Dopo il disastro dei fuochi d'artificio a Enschede (2000) e l'incendio del café di Volendam (Capodanno 2001), il Governo olandese presentò una proposta per la creazione del futuro Consiglio per la sicurezza.
Venne istituito il 1⁰ febbraio 2005, con Pieter van Vollenhoven quale primo presidente. Nello stesso giorno entrò in vigore il Dutch Safety Board Act (in olandese "De Rijkswet Onderzoeksraad"), la legge che disciplina la struttura e l'attività del Consiglio.
Per i casi in cui le indagini del Consiglio su un determinato evento vengono svolte parallelamente anche da un altro organismo, venne stipulato un protocollo di coordinamento con l'Ufficio del Pubblico ministero (OM) del Ministero della giustizia e della sicurezza.

## Presidenti
- Pieter van Vollenhoven (2005-2011);[5]
- Tjibbe Joustra (2011-2019);[5]
- Jeroen Dijsselbloem (2019-2022);[5]
- Chris van Dam (dal 2023).[7]

## Attività
Il Consiglio olandese per la sicurezza ha la facoltà di intraprendere inchieste in qualsiasi ambito, in modo indipendente dal Governo o da altre autorità. Per questo si concentra proprio sui casi dei cittadini la cui sicurezza dipende dalle istituzioni.
Può collaborare alle inchieste delle organizzazioni estere, ai sensi delle leggi europee o internazionali, o supervisionare altri organismi olandesi che stanno svolgendo inchieste su degli eventi esterni, ma che hanno ripercussioni sui Paesi Bassi.
Lo scopo delle indagini del Consiglio è identificare mancanze di livello strutturale e amministrativo nel settore della sicurezza, in modo da formulare strategie per migliorarlo e senza concentrarsi sui soggetti responsabili degli incidenti. Perciò divulga in modo trasparente le metodologie adottate per ogni indagine, pubblicando i procedimenti effettuati sul proprio sito web, e si dichiara imparziale nel suo giudizio.
Di seguito gli ambiti in cui opera il Consiglio:
- Industria aeronautica;
- Industria marittima;
- Industria ferroviaria;
- Industria chimica;
- Industria petrolchimica;
- Settore edile;
- Settore sanitario;
- Settore militare.